# Australotitan
Australotitan cooperensis is een plantenetende sauropode dinosauriër, behorende tot de Titanosauriformes, die tijdens het late Krijt leefde op Australië.

## Vondst en naamgeving

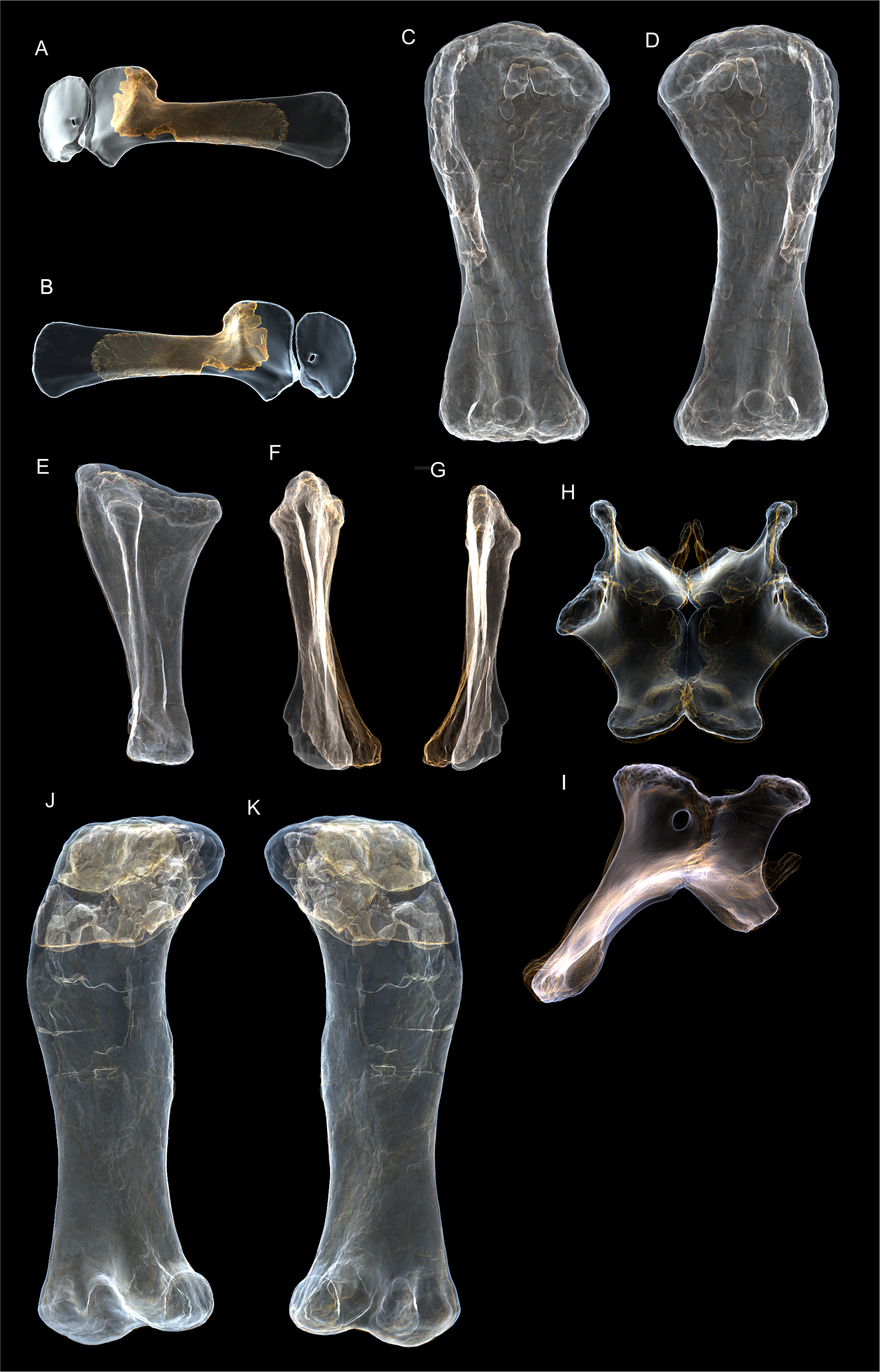
Virtuele reconstructies van beenderen van het holotype

In november 2005 werd er door de tiener Sandy Mackenzie het skelet gevonden van een sauropode nabij Eromanga bij de Cooper Creek in Queensland. Hij had sinds 2004  fossielen ontdekt op het land van zijn ouders, de ranchers Robyn en Stuart Mackenzie. April 2006 vonden die zelf resten van ledematen en besloten die systematisch te bergen. Daartoe richtte Robyn het Eromanga Natural History Museum op. Tussen 2007 en 2020 kregen ze assistentie van het Queensland Museum, dat ook CAT-scans uitvoerde van de botten. Het exemplaar kreeg de bijnaam Cooper. Het taxon werd sinds 2007 ook wel informeel aangeduid als "Bananabendersaurus".
In 2021 werd de typesoort Australotitan cooperensis en beschreven door Scott A. Hocknull, Melville Wilkinson, Rochelle A. Lawrence, Vladislav Konstantinov, Stuart Mackenzie en Robyn Mackenzie. De geslachtsnaam verbindt een verwijzing naar Australië met het Oudgrieks Titaan, een mythologisch geslacht van reuzen. De soortaanduiding verwijst naar de herkomst bij de Cooper Creek. Omdat de naam in een elektronisch tijdschrift gepubliceerd werd, waren Life Science Identifiers nodig voor de geldigheid ervan. Deze zijn B91317FD-04ED-49C4-946E-6757BFBF6CA3 voor het geslacht en 766BAD1A-3184-4486-B8AF-49551785091E voor de soort.
Het holotype, EMF102, is gevonden in een laag van de Wintonformatie die dateert uit het Cenomanien-Turonien, ruwweg vijfennegentig miljoen jaar oud. Het bestaat uit een gedeeltelijk skelet zonder schedel. Het omvat het linkeropperarmbeen, beide opperarmbeenderen, de rechterellepijp, beide schaambeenderen, beide zitbeenderen en beide dijbeenderen. Daarnaast werden drie andere exemplaren aan de soort toegewezen die in de nabije omgeving werden aangetroffen. Een daarvan was al bekend onder de bijnaam George, gevonden in 2006. Het is specimen EMF164 bestaande uit stukken dijbeen, stukken ellepijp, fragmenten van wervels van de nek en rug, en ribben. Verder is er specimen EMF105, een gaaf dijbeen en specimen EMF165, een onderste opperarmbeen. De kwaliteit van de gevonden beenderen is matig. De aardlaag waaruit ze erodeerden, bestaat uit gebarsten klei. Door het uitzetten en krimpen daarvan worden de botten naar boven gewerkt en dan verder beschadigd door de schapen die op het land gehouden worden en gravende wombats. Er zijn ook aanwijzingen dat de fossielen al direct na het sterven van de individuen vertrapt werden. Er is een rij sporen van honderd meter lengte van kleinere sauropoden aangetroffen.
In 2024 stelde een studie dat Australotitan vermoedelijk een jonger synoniem was van Diamantinasaurus.

## Beschrijving

### Grootte
Het dijbeen van EMF164 heeft een lengte van 2146 millimeter. Dat maakt Australotitan tot de grootste dinosauriër die ooit in Australië is gevonden. De lichaamslengte van Australotitan moet die van Futalognkosaurus en Dreadnoughtus benaderd hebben. Hij was alleen duidelijk kleiner dan Patagotitan. De beschrijvers lieten opzettelijk een schatting van het gewicht achterwege. In de pers werd een lengte genoemd van dertig meter.

### Onderscheidende kenmerken

De bekende delen van het skelet

De beschrijvers stelden enkele onderscheidende kenmerken vast. Drie daarvan zijn autapomorfieën, unieke afgeleide eigenschappen. Bij de ellepijp ligt in de onderzijde van de groeve aan de kant van het spaakbeen een opvallende richel. Het schuin naar voren en bezijden gerichte uitsteeksel van het bovenvlak van de ellepijp heeft een extra uitsteeksel naar onderen lopen. Dit eindigt net boven het onderste gewrichtsvlak, dat daar schuin naar boven toe afgeschuind is.
Verder is er een unieke combinatie van kenmerken die op zich niet uniek zijn. Het schouderblad is smal en recht met een evenwijdige bovenrand/voorrand en onderrand/achterrand en een richel op de buitenzijde langs de onderrand. Het opperarmbeen heeft een afgeronde richel die van de onderzijde van de deltopectorale kam naar een punt loopt boven een drielobbige onderste hals van de schacht. Bij het driestralige bovenvlak van de ellepijp zijn het voorste uitsteeksel en de achterste processus olecrani sterk gereduceerd ten opzichte van het naar binnen gerichte uitsteeksel. De schaambeenderen en zitbeenderen zijn breed en ontmoeten elkaar in het midden, een aaneengesloten bodem van het bekken vormend. De uiteinden van de zitbeenderen buigen zo naar beneden dat hun bovenvlak naar achteren gericht wordt. Het dijbeen heeft een bovenste zijrand die naar binnen draait, een schacht die van voor naar achter gemeten smal is en onderste gewrichtsknobbels waarvan de lijn van voren en buiten naar achteren en binnen gericht is.

### Skelet
Het schouderblad is relatief lichtgebouwd en recht, met vrij dun bot. De processus acromialis is niet speciaal vergroot. Het smalste punt van het schouderblad ligt achter/boven dit acromion. Het schouderblad is zoals bewaard aan het bovenste uiteinde niet sterk verbreed; dit kan echter komen doordat dit uiteinde gedeeltelijk ontbreekt. In dat geval is het schouderblad relatief lang. Er loopt een richel langs de achterrand/onderrand. Een tweede, opvallend rechte, richel loopt van de processus acromialis uit. Vooraan draait het blad naar binnen, een grote uitholling scheppend voor de musculus subscapularis. In die holte bevindt zich geen naar binnen gerichte bult die de verwanten Diamantinasaurus en Wintonotitan wel bezitten. In algemene bouw lijkt het schouderblad sterk op dat van Yongjinglong.
Het opperarmbeen van het holotype was onbeschadigd naar schatting anderhalve meter lang. De kop van het opperarmbeen is schuin naar boven en binnen gericht. De buitenste hoek van de bovenkant is afgerond. Het bovenprofiel is niet golvend, en buigt geleidelijk bol naar beneden. De deltopectorale kam vormt een afgeronde bult. De kam is relatief dun en eindigt vrij laag. De groeve aan de binnenzijde voor de musculus scapulohumeralis is gereduceerd tot een klein plat vlak. De doorsnede van de schacht is ovaal, met een verbreding overdwars. Het ondervlak is drielobbig, met een diepe groeve voor het contact met de processus olecrani van de ellepijp. De onderste gewrichtsknobbels zijn van voor naar achter smal.
De ellepijp van het holotype heeft een geschatte oorspronkelijke lengte van 1056 millimeter. Het is een robuust bot zoals typisch voor titanosauriërs. Van de drie uitsteeksels van het bovenvlak is de naar binnen gerichte verreweg het grootst. Ervoor ligt een diepe verticale holte voor het contact met het spaakbeen. Daardoor loopt een dikke richel die net boven het onderste uiteinde ophoudt. Van de punt van het voorste uitsteeksel uit steekt een kam naar achteren en buiten in de holte. Deze kam eindigt in een afgeronde bult. Van die bult loopt weer een richel naar beneden, vooraan de schacht, uiteindelijk het onderste gewrichtsvla bereikend. Deze complexe situatie is uniek en zou niet het gevolg zijn van een vervorming van het fossiel. Het achterste uitsteeksel, de processus olecrani, is het kleinste in bovenaanzicht maar ook het hoogste. Het ondervlak is van voor naar achter vrij klein zonder een achterste verbreding of kommavorm.

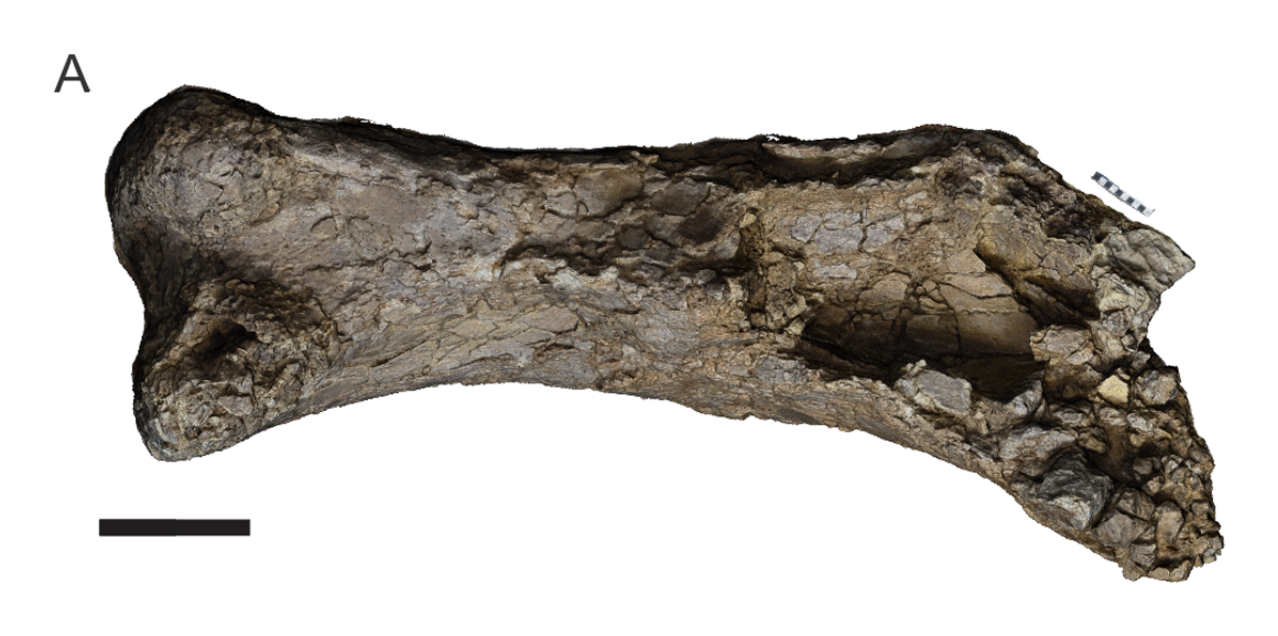
Het rechterdijbeen van het holotype van voren bezien

De onderste bekkenbeenderen zijn stevig vergroeid zodat de onderzijde een vrijwel gesloten gewelf vormt. Het hoofdlichaam van het zitbeen is druppelvormig in dwarsdoorsnede, langer van voor naar achter dan overdwars breed. Het is verticaal langwerpig. De schacht is niet duidelijk van het hoofdlichaam te onderscheiden en vormt een van voor naar achter brede plaat. Ook de gepaarde schachten zijn onderling vergroeid. Aan het uiteinde duiken de schachten steil naar beneden. Bij het schaambeen is het hoofdlichaam breed en vlak, bijna de hele onderrand van het heupgewricht uitmakend. Het wordt doorboord door een gesloten eivormig foramen obturatum dat schuin naar achteren helt. De gepaarde schachten zijn vergroeid en aan hun uiteinden sterk verbreed.
Het dijbeen van het holotype heeft een geschatte lengte van zo'n 189 centimeter. De kop is vrij schuin naar boven en binnen gericht. Het bovenste derde deel van de schacht wordt beslagen door de geleidelijke bolling van de buitenste bult, die typisch is voor de Titanosauria. Ondanks de bult is het zijprofiel van de schacht niet erg golvend. De binnenrand is vrij bol. De schacht is erg breed overdwars en plat van voor naar achter. De vierde trochanter is groot en sterk achterwaarts geplaatst. De schuine oriëntatie van de lijn tussen de onderste gewrichtsknobbels in onderaanzicht is ook bekend van Daxiatitan.

## Fylogenie
Australotitan werd in 2021 in de Titanosauria geplaatst. Het lukte niet de verwantschappen exact te bepalen in een stabiele kladistische analyse maar soms viel Australotitan met Diamantinasaurus, Wintonotitan en Savannasaurus uit in de Diamantinasauria.